# Ricardo Parada
Ricardo Alex Parada Sáez (né le 2 janvier 1985 à San Pedro de la Paz, Chili) est un footballeur chilien. Il joue comme attaquant en équipe nationale chilienne et avec Provincial Osorno en seconde division chilienne.

## Carrière
Ricardo Parada est un footballeur de division inférieure avec le Club Deportivo Universidad de Concepción, où il a marqué avec son équipe.
En 2003, il est prêté à Ñublense, où il gagne la troisième division chilienne et revient à Club Deportivo Universidad de Concepción. En 2007, il marque 5 buts.
En 2008, il signe un contrat avec Lobos de la BUAP du Mexique et dans la moitié de la saison avec Provincial Osorno.

## Équipe nationale
Avec l'équipe du Chili, il joue contre les Pays-Bas au mondial des moins de 20 ans 2005.

## Récompenses
Ñublense : 3e division du Chili en 2004